# Hans Moser (Politiker, 1900)
Hans Moser (* 27. April 1900 in Landau in der Pfalz; † 28. März 1988 ebenda) war ein deutscher Apotheker, Lebensmittelchemiker und Politiker (CDU).

## Leben

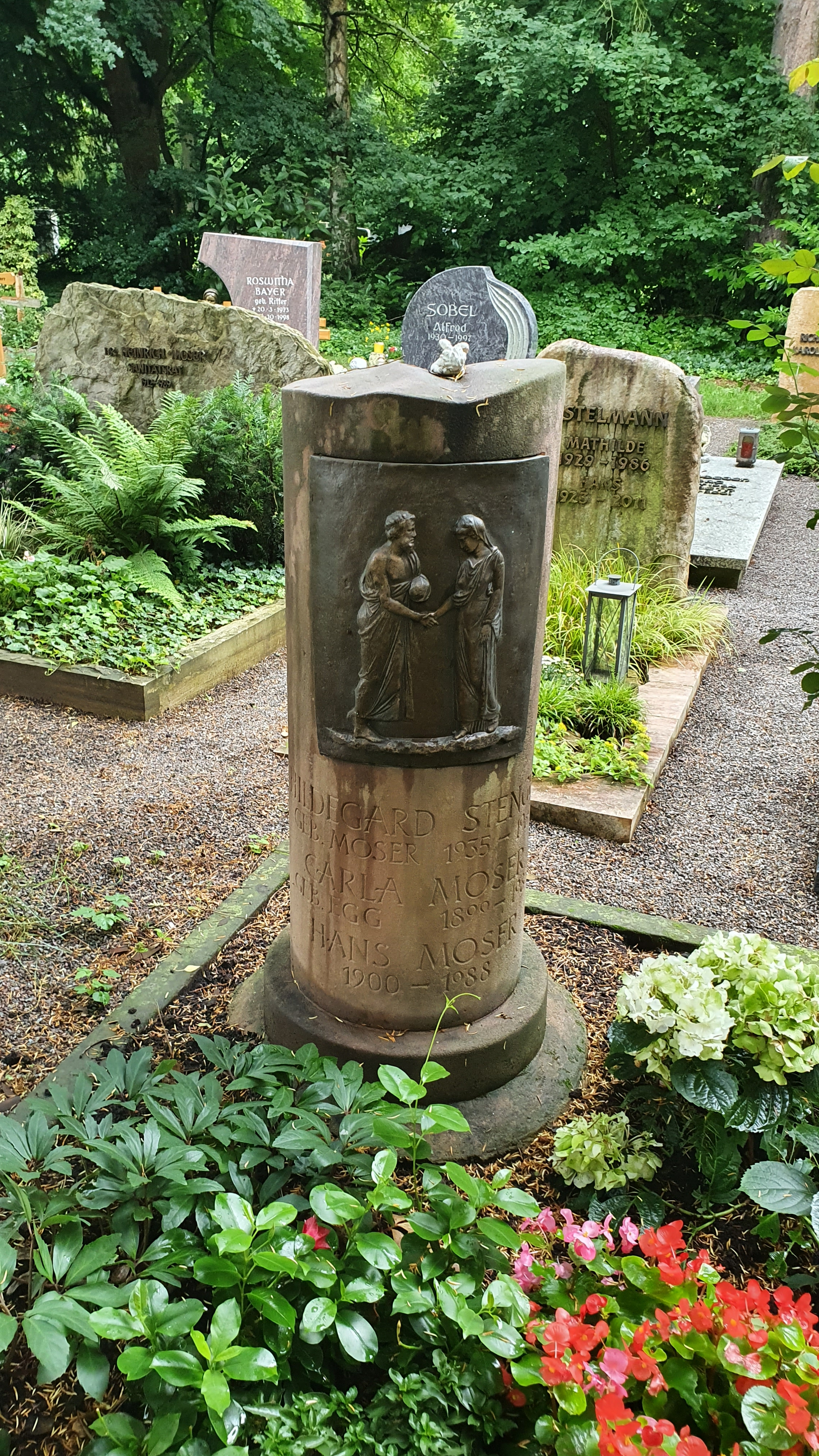
Grabstätte von Hans Moser auf dem Hauptfriedhof Landau/Pfalz

Hans Moser wurde als Sohn des Apothekers Karl Moser (1868–1952) geboren. Nach dem Besuch der Volksschule in Landau wechselte er auf das humanistische Gymnasium seiner Heimatstadt, an dem er 1918 das Abitur ablegte. Am Ersten Weltkrieg nahm er  noch zuletzt als Soldat teil. Im Anschluss begann er ein Studium der Medizin, Pharmazie und Naturwissenschaften an den Universitäten in Heidelberg, Freiburg im Breisgau und Berlin, das er 1924 in Berlin mit dem Staatsexamen als Apotheker abschloss. 1926 wurde er bei Karl Spiro an der Universität Basel zum Dr. phil. promoviert. In den folgenden Jahren war er als wissenschaftlicher Assistent an den Universitäten in Prag, Basel, Mainz und Frankfurt am Main tätig. 1929 bestand er in Frankfurt das Examen als Lebensmittelchemiker. Er arbeitete ab 1930 in diversen Apotheken und übernahm 1931 als Pächter die väterliche Apotheke in Landau. Während des Zweiten Weltkriegs leistete er von 1939 bis 1945 Kriegsdienst, zuletzt als Stabsapotheker. Im April 1945 geriet er in US-amerikanische Gefangenschaft, aus der er fünf Monate später entlassen wurde.
Nach seiner Rückkehr aus der Kriegsgefangenschaft war Moser wieder als Apotheker tätig und wurde 1949 alleiniger Inhaber der Adler-Apotheke in Landau. 1947 erhielt er einen Lehrauftrag für galenische Pharmazie an der Technischen Hochschule Karlsruhe, den er 13 Jahre lang ausübte. Ab 1955 wirkte er als Dozent für Pharmazie am Naturwissenschaftlichen Technikum Landau. Er beteiligte sich an der Gründung der Bezirksgruppe Pfalz der Deutschen Pharmazeutischen Gesellschaft, wurde deren Vorsitzender und war später Ehrenvorsitzender des Verbandes. Des Weiteren war er Vorsitzender der Bezirksvereinigung Pfalz der Landesapothekenkammer Rheinland-Pfalz und Vorsitzender der Gesellschaft für Geschichte der Pharmazie in Rheinland-Pfalz.
Moser zählte 1945/46 zu den Gründern der CDU in der Pfalz in Neustadt an der Weinstraße und war von 1946 bis 1958 Mitglied des CDU-Bezirksvorstandes. Er wurde 1946 in den Landauer Stadtrat gewählt und war von 1946 bis 1964 Zweiter Beigeordneter der Stadt Landau. Bei der Landtagswahl 1951 wurde er über einen Listenplatz der CDU in den Rheinland-Pfälzischen Landtag gewählt, dem er bis 1955 angehörte. Im Parlament war er Mitglied des Kulturpolitischen Ausschusses.
Hans Moser war seit 1930 mit Carla, geb. Egg, verheiratet. Gemeinsam mit seiner Frau veröffentlichte er pharmazeutische Forschungsarbeiten.

## Ehrungen und Auszeichnungen
- 1956: Konrad-Adenauer-Plakette[2]
- 1958: Freiherr-vom-Stein-Plakette des Landes Rheinland-Pfalz
- 1963: Sertürner-Medaille der Deutschen Pharmazeutischen Gesellschaft[2]
- 1964: Plakette „Für besondere Verdienste um die Stadt Landau“
- 1965: Verdienstkreuz 1. Klasse der Bundesrepublik Deutschland[2]
- 1980: Ehrenbürgerschaft der Stadt Landau[4]
- Wappenteller von Rheinland-Pfalz